# Christian Gabrielle Guez Ricord
Pour les articles homonymes, voir Ricord.
Christian Gabriel (puis Gabrielle et finalement Gabriel/le selon la forme définitivement choisie par l'auteur à partir de 1986-1987 et reprise par l'éditeur à partir de 1992 pour les publications posthumes) Guez Ricord, né le 9 janvier 1948 à Marseille et mort le 7 juin 1988, est un poète français. 
Publiés d'abord notamment par les revues La Délirante (Fouad El-Etr), Sud, Les Cahiers du chemin (Georges Lambrichs) puis par les éditions Fata Morgana, Granit (son ami François-Xavier Jaujard) et l'Atelier des Grames, ses écrits ont continué lentement, depuis sa mort prématurée, de paraître, sous la direction de son exécuteur testamentaire le poète Bernar Mialet. La revue Avalanche créée par Dominique Sorrente reçut aussi ses poésies et publia Le Mouchoir d'Éphèse en 1978, que la revue L'Alphée de Michel Orcel réédita en 1989, in memoriam au poète récemment disparu.

## Biographie
Christian Gabrielle Guez Ricord naît en 1948 à Marseille. Un premier recueil de poèmes écrit à dix-sept ans (demeuré inédit) reçoit en 1965 le prix Paul Valéry. Michel Deguy note d'emblée « son génie poétique effervescent ». Guez Ricord renonce alors à une carrière scientifique (astrophysique) pour se consacrer, malgré une santé avérée fragile, à l'écriture poétique.
En 1972 la « Caisse nationale des Lettres » lui attribue une première bourse pour plusieurs de ses recueils puis il est nommé pensionnaire à la villa Médicis où il réside à partir d'octobre 1973, y rencontrant le peintre Yves Reynier et le compositeur Gérard Grisey, jusqu'à son rapatriement d'urgence, au printemps 1974, pour un internement psychiatrique. Balthus, directeur de la villa, prononce alors son « exclusion ». Guez Ricord séjournera de nouveau à la villa de l'été 1974 au printemps 1975, hôte de sa compagne, elle-même pensionnaire.
À partir de 1967 ses textes sont publiés, à Paris et dans le Sud, dans de nombreuses revues. Guez Ricord se lie avec écrivains et poètes, notamment Edmond Jabès, Pierre Emmanuel, Michel Deguy, Bernard Noël, Pierre Oster, et particulièrement Yves Bonnefoy qui lui assurera son constant appui et demeurera l'un de ses interlocuteurs privilégiés. Parallèlement il se fait l'initiateur de poètes plus jeunes que lui, tels que Michel Orcel (qui, plus tard, le publiera dans les éditions de l'Alphée), Dominique Sorrente, Bernar Mialet... Sous le titre Du Fou au Bateleur, publié en 1984, Guez Ricord rédige avec son psychiatre, Jean-Pierre Coudray, le récit de son parcours pathologique, livre constituant en définitive, selon l'expression de Bernar Mialet « un exemple unique d'autobiographie certifiée ».
Soutenu par le « Centre national des Lettres », Guez Ricord intervient un temps dans les collèges par l'intermédiaire de la « Maison du livre et des mots » et du CIRCA de Villeneuve-les-Avignon.
France Culture lui consacre plusieurs émissions, en 1977 (Poésie ininterrompue, Pierre Oster), 1979 (Les vivants et les dieux, Claude Mettra), 1983 et 1984 (Atelier de création radiophonique, René Farabet) puis en 2001, Redécouverte de Christian Guez-Ricord (Surpris par la nuit, Catherine Soullard) et en 2006 « Reconnaissance à Christian Gabriel/le Guez Ricord » (Mathieu Bénézet). 
Guez Ricord est encore hospitalisé en octobre 1983, durant l'été 1986 et en octobre 1987. Le 7 juin 1988, écrit Bernar Mialet, « huit boîtes de « Sotalex » (un régulateur cardiaque) sont trouvées vides auprès [de son] corps inanimé ».

## Commentaire sur l'œuvre
« Né à Marseille, où il a vécu jusqu'à sa mort, Guez-Ricord incarne certainement le poète maudit de cette fin de siècle, à la croisée de Gérard de Nerval et Antonin Artaud. Comme eux, il connaîtra des séjours en asile psychiatrique, des périodes de délire, mais aussi, archange, la capacité par l'écriture de se sauver provisoirement (...). La difficulté de l'œuvre réside autant dans son propos que dans sa dispersion. (...) Cela témoigne d'une idée de la poésie qui se doit de 'disperser à tous les vents' ses proférations, et d'une représentation de soi sous la forme démembrée de quelque Orphée mystique, pétri de visions religieuses.. »
Benoît Conort, « Guez-Ricord », dans Dictionnaire de poésie de Baudelaire à nos jours, sous la direction de Michel Jarrety, Presses universitaires de France, Paris, 2001 (p. 320-321).
Le compositeur Gérard Grisey, qu'il croisa à la Villa Medicis, mettra en musique un passage sur la mort tiré de les heures à la nuit dans le premier mouvement des quatre chants pour franchir le seuil (1998), œuvre elle-même posthume : "de qui se doit / de mourir / comme un ange.. / comme il se doit de mourir / comme un ange / je me dois / de mourir / moi-même / il se doit son mourir, / son ange est de mourir / comme il s'est mort / comme un ange"